# Kordofanlerche

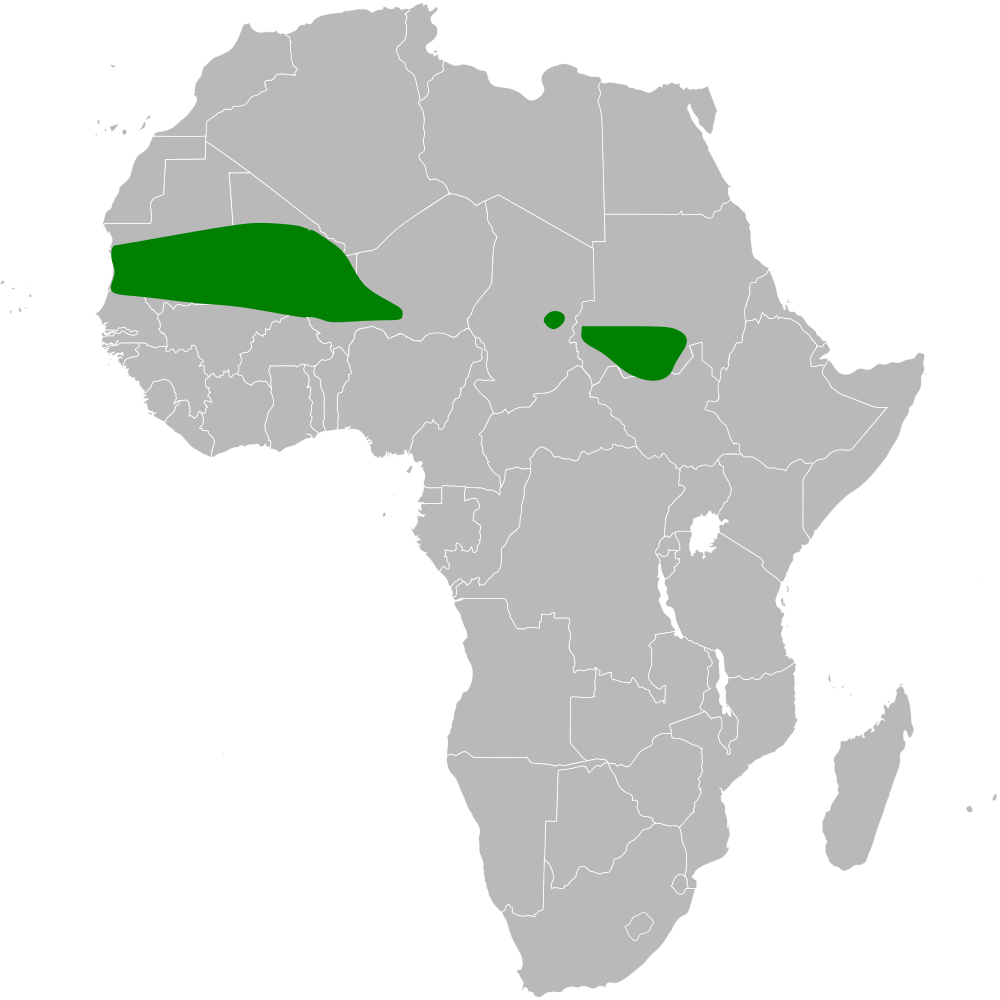
Verbreitungsgebiet der Kordofanlerche

Die Kordofanlerche (Mirafra cordofanica) ist eine Art aus der Familie der Lerchen. Ihr Verbreitungsgebiet liegt im nördlichen Afrika. Man unterscheidet keine Unterarten.

## Merkmale
Die Kordofanlerche erreicht eine Körperlänge von etwa 14 Zentimetern, wovon 5,1 bis 6,0 Zentimeter auf den Schwanz entfallen. Die Schnabellänge beträgt 1,1 bis 1,3 Zentimeter. Es besteht kein auffallender Geschlechtsdimorphismus.
Die  Kordofanlerche ist oberseits hell rötlichbraun mit einer diffusen helleren Streifung. Die einzelnen Federn sind rahmfarben gesäumt. Der Kopf kennzeichnet sich durch einen hellen Überaugenstreif, das Kinn und die Kehle sind weiß. Die Brust ist zimtfarben mit dunklen Tupfen. Die Körperunterseite ist ansonsten weißlich, die Schwingen sind zimtbraun. Die braunen Schwingen sind rötlich gesäumt. Die beiden äußersten Steuerfedern sind weiß, das mittlere Steuerfederpaar weist eine Färbung wie die Körperoberseite auf, die übrigen Steuerfedern sind schwarz.
Der lerchentypische Gesang wird von Ansitzwarten in niedrigen Bäumen oder Büschen aus vorgetragen.

## Verwechslungsmöglichkeiten
Im Verbreitungsgebiet der Kordofanlerche kommen mit der Rostlerche und der Einödlerche zwei Lerchenarten vor, mit denen sie verwechselt werden kann. Bei beiden Lerchenarten sind jedoch anders als bei der Kordofanlerche die äußeren Steuerfedern nicht weiß.

## Verbreitungsgebiet und Lebensraum
Die Kordofanlerche kommt in Afrika in zwei voneinander isolierten Regionen vor. Zu ihrem Verbreitungsgebiet zählen der Norden des Senegals sowie Mauretanien, Mali und der Südwesten von Niger. Ein zweites Verbreitungsgebiet liegt im Zentralgebiet von Sudan.
Der Lebensraum der Kordofanlerche sind steppenähnliche Gebiete, die mit einzelnen Büschen und Federgräsern der Gattung Aristida bestanden sind. Typisch für ihr Verbreitungsgebiet ist der rötliche Ton des Bodens. Vor diesem ist sie mit ihrer Gefiederfärbung gut getarnt.

## Lebensweise
Die Kordofanlerche frisst Sämereien sowie Insekten. Sie brütet in Mauretanien im Zeitraum Mai bis August und in Mali von Mai bis Juli. Im sudanesischen Verbreitungsgebiet brütet sie dagegen von Mai bis September.  Wie alle Lerchen ist sie ein Bodenbrüter.

## Einzelbelege
1. 1 2 3  Pätzold: Die Lerchen der Welt. S. 41.
2. 1 2  Pätzold: Die Lerchen der Welt. S. 40.